# Kapidžija
Kapidžija (em cirílico: Капиџија) é uma vila da Sérvia localizada na cidade de Kruševac, pertencente ao distrito de Rasina, na região de Rasina. A sua população era de 1561 habitantes segundo o censo de 2011.

## Demografia
| 1948 | 1953 | 1961 | 1971 | 1981 | 1991 | 2002 | 2011 |
| ---- | ---- | ---- | ---- | ---- | ---- | ---- | ---- |
| 335  | 640  | 802  | 1141 | 1423 | 1560 | 1485 | 1561 |